# Distrikt Pueblo Libre (Lima)
Der Distrikt Pueblo Libre ist einer der 43 Stadtbezirke der Region Lima Metropolitana in Peru. Er umfasst eine Fläche von 4,38 km². Beim Zensus 2017 wurden 83.323 Einwohner gezählt. Im Jahr 1993 lag die Einwohnerzahl bei 74.054, im Jahr 2007 bei 74.164. Der Distrikt wurde am 2. Januar 1859 gegründet.

## Geographische Lage
Der Distrikt Pueblo Libre liegt 5 km südwestlich vom Stadtzentrum von Lima auf einer Höhe von etwa 90 m. Der Distrikt Pueblo Libre grenzt im Westen an den Distrikt San Miguel, im Norden an die Distrikte Lima und Breña, im Osten an den Distrikt Jesús María sowie im Süden an den Distrikt Magdalena del Mar.

## Sehenswürdigkeiten und Einrichtungen
An der Plaza Bolívar im Pueblo Libre steht das Museo Nacional de Arqueología, Antropología e Historia del Perú. Der Distrikt ist der Standort der Universidad Antonio Ruiz de Montoya (UARM) der Jesuiten und der Clínica Stella Maris, die zu den führenden Krankenhäuser in Lima zählt.